# Caio Cornélio Galicano
Caio Cornélio Galicano (em latim: Gaius Cornelius Gallicanus) foi um senador romano da gente Cornélia nomeado cônsul sufecto para o nundínio de setembro a outubro de 84 com Caio Túlio Capitão Pomponiano Plócio Firmo.

## Carreira
Depois de sua admissão ao Senado Romano (adlectio), Galicano foi governador da Bética entre 79 e 80 e da Gália Lugdunense entre 80 e 83, no lugar de Tito Tecieno Sereno. Depois de seu mandato como cônsul em 84, o pináculo de sua carreira foi o proconsulado da África entre 98 e 99.